# Fuerte de la Encarnación
El Fuerte de la Encarnación en el río Repocura fue construido en 1666 por Juan Ignacio de la Carrera Yturgoyen un antepasado de José Miguel Carrera, bajo las órdenes del Gobernador de Chile Francisco de Meneses Brito. Fue destruida durante un ataque mapuche en 1694 y fue reconstruido por Tomás Marín de Poveda con una misión religiosa cercana en diciembre del mismo año. Estos fueron destruidos en la rebelión mapuche de 1723 Reconstruida de nuevo como Fuerte Repucura por el gobernador Antonio de Guill y Gonzaga de 1764, que fue destruido por última vez en el Levantamiento mapuche de 1766.

## Fuente
- Francisco Solano Asta Buruaga y Cienfuegos, Diccionario geográfico de la República de Chile, SEGUNDA EDICIÓN CORREGIDA Y AUMENTADA, NUEVA YORK, D. APPLETON Y COMPAÑÍA. 1899. pg. 265 Encarnación.— Antigua plaza fuerte

- Datos: Q5196525